# Championnats du monde de lutte 2016
Navigation
Édition précédente Édition suivante
Les Championnats du monde de lutte 2016 se déroulent du 10 au 11 décembre 2016 à Budapest, en Hongrie. La compétition concerne des poids non olympiques car elle se déroule la même année que les Jeux olympiques d'été de 2016.

## Résultats

### Lutte libre hommes
| Catégorie | Or                        | Argent                 | Bronze                       |
| --------- | ------------------------- | ---------------------- | ---------------------------- |
| 61 kg     | Logan Stieber (USA)       | Beka Lomtadze (GEO)    | Akhmed Chakaev (RUS)         |
| 61 kg     | Logan Stieber (USA)       | Beka Lomtadze (GEO)    | Akhmednabi Gvarzatilov (AZE) |
| 70 kg     | Magomed Kurbanaliev (RUS) | Nurlan Bekzhanov (KAZ) | Elaman Dogdurbek Uulu (KGZ)  |
| 70 kg     | Magomed Kurbanaliev (RUS) | Nurlan Bekzhanov (KAZ) | Mostafa Hosseinkhani (IRN)   |

### Lutte gréco-romaine hommes
| Catégorie | Or                       | Argent                | Bronze                 |
| --------- | ------------------------ | --------------------- | ---------------------- |
| 71 kg     | Bálint Korpási (HUN)     | Daniel Cataraga (MDA) | Həsən Əliyev (AZE)     |
| 71 kg     | Bálint Korpási (HUN)     | Daniel Cataraga (MDA) | Ilie Cojocari (ROU)    |
| 80 kg     | Ramazan Abacharaev (RUS) | Aslan Atem (TUR)      | Jonibek Otabekov (UZB) |
| 80 kg     | Ramazan Abacharaev (RUS) | Aslan Atem (TUR)      | László Szabó (HUN)     |

### Lutte libre femmes
| Catégorie | Or                 | Argent                | Bronze                          |
| --------- | ------------------ | --------------------- | ------------------------------- |
| 55 kg     | Mayu Mukaida (JPN) | Irina Ologonova (RUS) | Aiyim Abdildina (KAZ)           |
| 55 kg     | Mayu Mukaida (JPN) | Irina Ologonova (RUS) | Davaasükhiin Otgontsetseg (MGL) |
| 60 kg     | Pei Xingru (CHN)   | Alli Ragan (USA)      | Emese Barka (HUN)               |
| 60 kg     | Pei Xingru (CHN)   | Alli Ragan (USA)      | Linda Morais (CAN)              |

## Tableau des médailles
| Rang  | Nation       | Or | Argent | Bronze | Total |
| ----- | ------------ | -- | ------ | ------ | ----- |
| 1     | Russie       | 2  | 1      | 1      | 4     |
| 2     | États-Unis   | 1  | 1      | 0      | 2     |
| 3     | Hongrie      | 1  | 0      | 2      | 3     |
| 4     | Chine        | 1  | 0      | 0      | 1     |
| 4     | Japon        | 1  | 0      | 0      | 1     |
| 6     | Kazakhstan   | 0  | 1      | 1      | 2     |
| 7     | Géorgie      | 0  | 1      | 0      | 1     |
| 7     | Moldavie     | 0  | 1      | 0      | 1     |
| 7     | Turquie      | 0  | 1      | 0      | 1     |
| 10    | Azerbaïdjan  | 0  | 0      | 2      | 2     |
| 11    | Canada       | 0  | 0      | 1      | 1     |
| 11    | Iran         | 0  | 0      | 1      | 1     |
| 11    | Kirghizistan | 0  | 0      | 1      | 1     |
| 11    | Mongolie     | 0  | 0      | 1      | 1     |
| 11    | Roumanie     | 0  | 0      | 1      | 1     |
| 11    | Ouzbékistan  | 0  | 0      | 1      | 1     |
| Total | Total        | 6  | 6      | 12     | 24    |